# Dekanat Strzelce Opolskie
Dekanat Strzelce Opolskie – jeden z 36 dekanatów w rzymskokatolickiej diecezji opolskiej.
W skład dekanatu wchodzi 13 parafii:
- parafia Świętych Apostołów Piotra i Pawła → Dolna
- parafia Św. Joachima i Anny → Dziewkowice
- parafia Św. Katarzyny Aleksandryjskiej → Grodzisko
- parafia Św. Jana Chrzciciela → Izbicko
- parafia Wniebowzięcia Najświętszej Maryi Panny → Jemielnica
- parafia Chrystusa Króla → Kadłub
- parafia Niepokalanego Poczęcia Najświętszej Maryi Panny → Piotrówka
- parafia Św. Michała → Rozmierz
- parafia Narodzenia Najświętszej Maryi Panny → Rożniątów
- parafia Podwyższenia Krzyża Świętego → Strzelce Opolskie
- parafia Św. Wawrzyńca → Strzelce Opolskie
- parafia Św. Bartłomieja → Sucha
- parafia Świętych Apostołów Szymona i Judy Tadeusza → Szymiszów

## Historia
Archiprezbiterat (odpowiednik dekanatu w dawnej diecezji wrocławskiej) w Strzelcach był jednym z dwunastu na jakie w średniowieczu dzielił się archidiakonat opolski diecezji wrocławskiej.